# Yuriko Handa
Yuriko Handa (en japonès 半田 百合子 Handa Yuriko; Tochigi, Prefectura de Tochigi, 31 de març de 1940) va ser una jugadora de voleibol japonesa que va competir durant la dècada de 1960.
El 1964 va prendre part en els Jocs Olímpics de Tòquio, on guanyà la medalla d'or en la competició de voleibol Anteriorment havia guanyat el Campionat del Món de voleibol de 1962.